# سهیل پارسا
سهیل پارسا (زاده ۱۳۳۳ در سنندج) کارگردان، نویسنده، نمایش‌نامه‌نویس، دراماتورژ، معلم و طراح حرکت تئاتر، بازیگر ایرانی-کانادایی است. او دو بار نامزد دریافت جایزه سیمونویچ برای نوآوری و خلاقیت‌های حرفه‌ای شد و چندین جایزهٔ بومی و جهانی برای کارهای متنوعش دریافت کرده‌است.
سهیل پارسا در مدت نزدیک به سی سال فعالیت مستمر در تئاتر بیش از ۴۰ نمایش برای «مدرن تایمز» کارگردانی کرده‌است و به روی صحنه برده‌است. در کارنامه او اجرای نمایشنامه‌هایی از شکسپیر، آنتوان چخوف، ساموئل بکت، اوژن یونسکو، برتولت برشت، ژان ژنه، فدریکو گارسیا لورکا، بهرام بیضایی، غلامحسین ساعدی، عباس نعلبندیان و محمد رحمانیان دیده می‌شود.

## زندگی
سهیل پارسا در حال اتمام تحصیلش در رشته هنرهای نمایشی در دانشگاه تهران بود که با «انقلاب فرهنگی» همچون بسیاری از دگراندیشان سیاسی و مذهبی از دانشگاه اخراج شد و مخفیانه کشور را ترک کرد. او در ۱۹۸۴ به کانادا مهاجرت کرد و تحصیلات خود در رشته تئاتر را در دانشگاه یورک در تورنتو ادامه داد. پس از پایان تحصیل به همراه هم‌دانشگاهی‌اش پیتر فابریج شرکت «Modern Times Stage Company» برای تولید آثار هنری و نمایشی تأسیس کرد. از آن زمان تا کنون به نمایش‌نامه‌نویسی، اجرای نمایش و تدریس آن مشغول است.

## آثار
- ۱۹۸۹- سلندر. بهرام بیضایی. برگردان به انگلیسی[۲]
- ۱۹۹۰– بالکنی. ژان ژنه
- ۱۹۹۱- چهار صندوق. بهرام بیضایی. برگردان به انگلیسی سهیل پارسا و پیتر فاربریج
- ۱۹۹۱– هشتمین سفر سندباد. بهرام بیضایی. برگردان به انگلیسی سهیل پارسا و پیتر فاربریج
- ۱۹۹۳- آی با کلاه، آی بی کلاه. غلامحسین ساعدی اقتباس آزاد به انگلیسی: سهیل پارسا
- ۱۹۹۴- مرگ یزدگرد. بهرام بیضایی. برگردان به انگلیسی سهیل پارسا و پیتر فاربریج (نامزد ۵ جایزه دورا و برنده بهترین متن نمایشی در سال ۱۹۹۴)
- ۱۹۹۵- مکبث. شکسپیر. اجرای تورنتو
- ۱۹۹۷ مکبث. شکسپیر. اجرای مونتریال
- ۱۹۹۷- بیست و دوم اوت بر اساس باغ آلبالوی آنتوان چخوف (نامزد ۲ جایزه دورا)
- ۱۹۹۸- آرش. بهرام بیضایی. برگردان به انگلیسی سهیل پارسا و براین کورت (نامزد ۴ جایزه دورا، برنده بهترین کارگردانی و بهترین طراحی صدا)
- ۱۹۹۹- هملت. شکسپیر. (نامزد ۲ جایزه دورا)
- ۱۹۹۹- آرش. بهرام بیضایی. اجرا به زبان اسپانیایی با بازیگران کوبایی در کوبا
- ۲۰۰۰- دختران شهرزاد. سهیل پارسا. (نامزد ۲ جایزه دورا)
- ۲۰۰۱- صندلی‌ها. اوژن یونسکو. (نامزد ۷ جایزه دورا)
- ۲۰۰۲ –آرش. بهرام بیضایی. اجرا انگلیسی با بازیگران کانادایی در ایران
- ۲۰۰۳- مکبث. ویلیام شکسپیر. اجرا انگلیسی با بازیگران کانادایی در ایران[۳]
- ۲۰۰۵- مکبث. شکسپیر اجرای تورنتو (نامزد ۲ جایزه دورا)
- ۲۰۰۶ – شکفتن. گیارمو وردیکیا (نامزد ۲ جایزه دورا)- اجرای مجدد مارس ۲۰۱۸
- ۲۰۰۷- گوسفند و نهنگ. نمایشنامه‌نویس مراکشی، احمد غزالی (نامزد ۲ جایزه دورا و برنده بهترین طراحی صحنه)
- ۲۰۰۸- در انتظار گودو. ساموئل بکت (نامزد ۵ جایزه دورا، برنده بهترین کارگردانی و بهترین تولید نمایشی)
- ۲۰۰۹- آرش. بهرام بیضایی. اجرا به زبان صربستانی و کرواسی با بازیگران بوسنیایی در بوسنی[۴]
- ۲۰۰۹- حلاج. سهیل پارسا و و پیتر فاربریج
- ۲۰۱۰- آرش. بهرام بیضایی اجرای انگلیسی در تورنتو
- ۲۰۱۰- آرش. بهرام بیضایی- اجرا به زبان اسپانیایی با بازیگران کلمبیایی در بوگوتا کلمبیا
- ۲۰۱۱- حلاج. سهیل پارسا و پیتر فاربریج
- ۲۰۱۲- درس (THE LESSON). نویسند اوژن یونسکو. نامزد ۸ جایزه دورا و برنده بهترین بازیگر زن
- ۲۰۱۴- بخشش (FORGIVENESS). نویسند و کارگردان. با همکاری دانمارک[۵]
- ۲۰۱۵- ویژیل (Vigil). نویسنده موریس پانیچ. تولید شده توسط تئاتر نیوبرونزویک در فردریکتون.
- ۲۰۱۵- عروسی خون (BLOOD WEDDING). نویسنده. نامزد هشت جایزه دورا فدریکو گارسیا لورکا[۶]
- ۲۰۱۶- مرگ یزدگرد (به انگلیسی: The Death of the King). نویسنده بهرام بیضایی. برگردان متن به انگلیسی. کارگردانی و تهیه‌کنندگی. این نمایش توسط مجلهٔ هنری نو (Now) چاپ کانادا به عنوان سومین نمایش ۲۰۱۶ تورنتو شناخته شد. ضمناً نامزد ۵ جایزه دورا و برنده بهترین متن نمایشی در سال ۱۹۹۴[۷]

## جوایز
نمایش‌هایی که توسط «مدرن تایمز استیج» روی صحنه رفته‌اند تاکنون نامزد و برنده بیش از ۶۰ جایزه مهم کانادایی و جهانی در رشته‌های مختلف هنرهای مرتبط با تئاتر بوده‌است. سهیل پارسا دو بار نامزد دریافت جایزه سیمونویچ برای نوآوری و خلاقیت‌های حرفه‌ای شده‌است.